# نورمان ماكلارين
نورمان ماكلارين (بالإنجليزية:Norman McLaren) هو رسام كندي محترف من أصل اسكتلندي، من مواليد 11 أبريل 1914 ، وتوفي في 27 يناير 1987 ، كان يعمل رساما لرسوم المتحركة، وعمل في ولاية كاليفورنيا .

## وصلات خارجية
- نورمان ماكلارين على موقع IMDb (الإنجليزية)
- نورمان ماكلارين على موقع الموسوعة البريطانية (الإنجليزية)
- نورمان ماكلارين على موقع ألو سيني (الفرنسية)
- نورمان ماكلارين على موقع ميوزك برينز (الإنجليزية)
- نورمان ماكلارين على موقع أول موفي (الإنجليزية)
- نورمان ماكلارين على موقع قاعدة بيانات الأفلام السويدية (السويدية)
- نورمان ماكلارين على موقع قاعدة بيانات الفيلم (الإنجليزية)
- نورمان ماكلارين على موقع كينوبويسك (الروسية)
- Norman McLaren: Hands-on Animation, Creative Process: Norman McLaren and Profile of Norman McLaren at the المجلس الوطني لأفلام كندا website
- Canadian Film Encyclopedia
- Order of Canada Citation
- Official UK Myspace for 'Norman McLaren: The Master's Edition'
- Norman McLaren on screenonline